# Hyundai Lafesta
La Hyundai Lafesta è una autovettura prodotta dalla casa automobilistica sud coreana Hyundai Motor Company dal 2018.

## Descrizione
La Lafesta è una berlina di medie dimensioni che viene prodotta dalla filiale cinese Beijing Hyunday e si posiziona tra la Hyundai Mistra e la Hyundai Sonata nella gamma di veicoli cinesi di Hyundai.
La vettura è stata presentata per la prima volta al Salone dell'Auto di Pechino 2018 ed è stata lanciata sul mercato cinese nell'ottobre 2018.
La Lafesta è disponibile con due motorizzazioni turbo da 1,4 litri che produce 140 cavalli e una da 1,6 litri che produce 201 cavalli.